# سنت-مارسل
سنت-مارسل (به ایتالیایی: Saint-Marcel) یک کومونه در ایتالیا است که در واله دائوستا واقع شده‌است. سنت-مارسل ۴۲ کیلومتر مربع مساحت و ۱٬۲۲۷ نفر جمعیت دارد و ۶۲۵ متر بالاتر از سطح دریا واقع شده‌است.